# Wladimir Igorewitsch Arnold

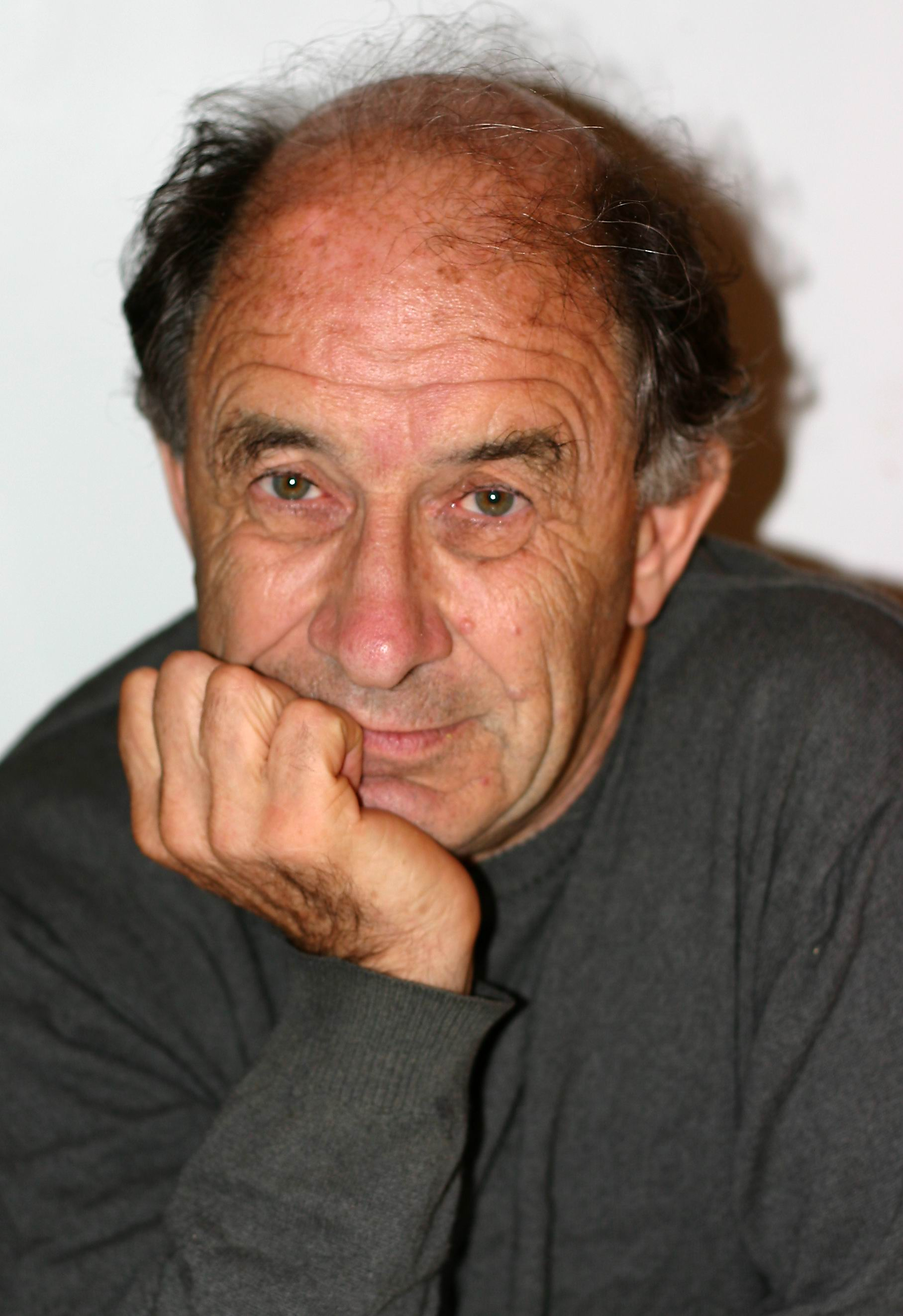
Wladimir Igorewitsch Arnold (2008)

Wladimir Igorewitsch Arnold (russisch Влади́мир И́горевич Арно́льд, wiss. Transliteration Vladimir Igorevič Arnolʹd; * 12. Juni 1937 in Odessa, UdSSR; † 3. Juni 2010 in Paris, Frankreich) war ein russischer Mathematiker ukrainischer Herkunft und Akademiker der Russischen Akademie der Wissenschaften.

## Leben und Werk
Arnold war der Sohn des russischen Mathematikers Igor Arnold (1900–1948). Er studierte ab 1954 bei Andrei Kolmogorow in Moskau mit dem Abschluss 1959 und der Promotion 1961 (russischer Kandidatentitel) und war von 1965 bis 1986 Professor an der Staatlichen Universität Moskau, seit 1986 am Steklow-Institut für Mathematik in Moskau und gleichzeitig seit 1993 an der Universität Paris 9.
Als (Vordiplom-)Student Kolmogorows löste er 1956 das 13. Hilbert-Problem: Ist jede stetige Funktion von drei Variablen durch stetige Funktionen von zwei Variablen darstellbar? Für vier oder mehr Variable hatte Kolmogorow schon die Reduzierbarkeit auf zwei Variablen gezeigt. Arnold bewies dies für den Fall von drei Variablen, ebenfalls mit Kolmogorows Baum-Konstruktion (daraus wurde 1961 seine Dissertation). In seinen Vorlesungen in Toronto 1997 bezeichnet er die Grundidee seiner Lösung als beinahe trivial, um dann zu zeigen, dass viele wichtige spätere Arbeiten von ihm ihre Wurzeln in Erweiterungen dieser Idee hätten. Die korrekte Formulierung von Hilberts Problem ist für Arnold die Frage nach einer solchen Reduzierbarkeit für algebraische Funktionen und nach wie vor offen.
Nach seiner ersten Veröffentlichung stellte ihm Kolmogorow die Wahl seines Dissertationsthemas frei, und er untersuchte Diffeomorphismen ovaler Kurven (in der Art von den später von Sinai untersuchten Billards). Henri Poincaré hatte schon solche bei Kreis und Ellipse untersucht, wo diese Abbildung nach Poincaré im Allgemeinen (je nach Wahl des Rotationswinkels) ergodisch (chaotisch) ist, bei rationalen Winkeln periodisch. Zu Arnolds Enttäuschung stellte sich das Gebiet seiner Diplomarbeit aber als aktives Arbeitsgebiet Kolmogorows heraus, und aus ihrer Zusammenarbeit entstand das KAM-Theorem (Kolmogorow, Arnold, Jürgen Moser) über dynamische Systeme, speziell die Himmelsmechanik. Die qualitative Theorie dynamischer Systeme (Differentialgleichungen) blieb auch weiterhin ein Schwerpunkt von Arnolds Arbeit. Er schrieb darüber bekannte Lehrbücher, so seine Mathematischen Methoden der klassischen Mechanik, die durch ihren informellen, Zusammenhänge und Anwendungen suchenden Stil bekannt sind und unnötige Abstraktionen vermeiden. 1961 kam es in Moskau zu ersten Diskussionen mit Stephen Smale, dessen Theorie strukturell stabiler Systeme damals gerade entstand.
In den 1950er Jahren untersuchte Arnold nach eigenen Worten auch Anwendungen, die später in der Chaostheorie bekannt wurden, so in einer Arbeit über Herzrhythmen, angeregt durch den Mathematiker Israel Gelfand, der sich für Anwendungen der Mathematik in der Biologie interessierte. 1964 entdeckte er die nach ihm benannte Arnold-Diffusion. Diese ist nach Arnold sein wichtigster Beitrag zur „KAM-Theorie“ und beschreibt die allgemeine Ursache der Instabilität in (deterministischen) dynamischen Systemen mit mehreren Freiheitsgraden.
Arnold beschäftigte sich ab 1963 auch mit den viel komplizierteren dynamischen Systemen der Hydrodynamik, ebenfalls ein Arbeitsgebiet Kolmogorows. Arnold formulierte seine Untersuchung der Navier-Stokes- und Euler-Gleichungen als „Differentialgeometrie unendlichdimensionaler Lie-Gruppen“, deren Krümmung er bestimmte. Ein Nebenprodukt war nach Arnold der Beweis, dass Wettervorhersagen über länger als zwei Wochen unmöglich sind. Gleichzeitig versuchte er die Existenz eines – später sogenannten – „strange attractors“ nachzuweisen. Die damaligen Untersuchungen waren aber durch das Fehlen ausreichender Computerkapazitäten sehr behindert.
Mitte der 1960er Jahre begann er sich für Singularitätentheorie zu interessieren, später eines seiner Hauptarbeitsgebiete. Nach eigenen Angaben hatte auch diese Arbeit ihre Wurzel in der „korrekten“ Formulierung eines Hilbert-Problems in der algebraischen Geometrie (des 16. Hilbert-Problems, wo ihm 1972 bedeutende Fortschritte gelangen), diesmal um Obstruktionen gegen die Auflösung von Singularitäten von Gleichungen n-ten Grades zu untersuchen. Die Topologie der Ebene minus Singularitäten ist mit der Zopfgruppe (englisch: braid group) beschreibbar. Arnold untersuchte ihren Kohomologiering.
In verschiedenen Aufsätzen hat er sich gegen die Bourbaki-Tradition der Lehre speziell in Frankreich ausgesprochen, wo er ab den 1990er Jahren lehrte. Außerdem beklagte er die Vernachlässigung russischer Arbeiten in der „westlichen“ Literatur, was häufig zu „Neuentdeckungen“ und unvollständigen oder falschen Zuschreibungen führte, teilweise wegen der Sprachbarriere, teilweise aber nach Arnold auch aus Ignoranz. Arnold interessierte sich sehr für die Geschichte der Mathematik. In einem Interview sagte er, einen großen Teil seiner Kenntnisse habe er durch das Studium von Felix Kleins Geschichte der Mathematik im 19. Jahrhundert gelernt. Die „Russische Methode“ der Literaturrecherche fängt denn auch in den Gesammelten Werken von Felix Klein (Arnold ergänzt noch Poincaré) und in den Anfang des 20. Jahrhunderts erschienenen Bänden der von Felix Klein und anderen herausgegebenen „Enzyklopädie der mathematischen Wissenschaften“ an. Um die Beiträge speziell der russischen Mathematiker ins rechte Licht zu rücken, haben deren führende Vertreter, unter ihnen auch Arnold, mit der Herausgabe einer neuen, modernen Enzyklopädie (einer Reihe von Überblicksartikeln und -büchern, wie sie früher in Russland besonders für die „Russian Mathematical Surveys“ geschrieben wurden) begonnen.
Arnold ist auch bekannt für verschiedene von ihm gestellte Probleme, z. B. über die Existenz von Fixpunkten bei symplektischen Abbildungen kompakter symplektischer Mannigfaltigkeiten (wie sie etwa in der klassischen Mechanik auftreten) – teilweise gelöst von Andreas Floer.
Er erhielt unter anderem 1958 den Preis der Moskauer Mathematischen Gesellschaft sowie 1965 zusammen mit Andrei Kolmogorow den Leninpreis. 1962 hielt er einen Vortrag auf dem Internationalen Mathematikerkongress in Stockholm (Perturbation theory and the problem of stability for planetary systems), 1966 Invited Speaker auf dem ICM in Moskau (Das Problem der Stabilität und die ergodischen Eigenschaften der klassischen dynamischen Systeme) und 1958 auf dem in Edinburgh (Einige Fragen über Approximation und Darstellung von Funktionen (russisch)). 1974 hielt er einen Plenarvortrag auf dem Internationalen Mathematikerkongress (ICM) in Vancouver (Critical Points of Smooth Functions) und 1983 einen Plenarvortrag auf dem ICM in Warschau (Singularities of Ray Systems). 1992 hielt er einen Plenarvortrag auf dem ersten  Europäischen Mathematikerkongress in Paris (Vasiliev’s Theory of Discriminants and Knots).
1982 erhielt er zusammen mit Louis Nirenberg vom Courant Institute of Mathematical Sciences der New York University den mit 400.000 Schwedischen Kronen dotierten Crafoord-Preis „für außergewöhnliche Leistungen in der Theorie nichtlinearer partieller Differentialgleichungen“, vergeben von der Schwedischen Akademie der Wissenschaften. Mit weiteren 400.000 schwedischen Kronen wurden die Forschungsarbeiten auf diesem Gebiet in Schweden gefördert. 1983 wurde er in die National Academy of Sciences, 1987 in die American Academy of Arts and Sciences und 1990 in die American Philosophical Society und in die Academia Europaea gewählt. Seit 1984 war er Mitglied („associé étranger“) der Académie des sciences. 1976 wurde er Ehrenmitglied der London Mathematical Society. 1991 wurde er Ehrendoktor der Universität Utrecht.
1992 erhielt er die Lobatschewski-Medaille der Staatlichen Universität Kasan, 1994 den Harvey Prize des Technion Institute in Haifa, 2001 den Dannie-Heineman-Preis und ebenfalls 2001 den Wolf-Preis für Mathematik. 2008 wurde ihm der Shaw Prize (gemeinsam mit Faddejew) zuerkannt. 2000 wurde der Asteroid (10031) Vladarnolda nach ihm benannt.
1991 war er einer der Gründer der Unabhängigen Universität Moskau und stand lange deren Vorstand vor.
Zu seinen Doktoranden zählen Alexander Givental, Sabir Gussein-Sade, Askold Chowanski, Boris Chessin, Wiktor Wassiljew, Alexander Wartschenko.

## Werke
- Collected Works, Band 1 (Representations of functions, celestial mechanics, KAM-Theory 1957–1965), Springer 2009, Band 2 (Hydrodynamics, Bifurcation theory and algebraic geometry 1965–1972), Springer 2014.
- Yesterday and long ago, Springer 2007 (Erinnerungen).
- Vorlesungen über partielle Differentialgleichungen, Springer 2004, ISBN 3-540-43578-6.
- Gewöhnliche Differentialgleichungen, VEB Dt. Verlag d. Wiss. 1979, 2. Aufl., Berlin, Springer 2001, ISBN 3-540-66890-X (engl. schon 1973, MIT press).
- Mathematische Methoden der klassischen Mechanik, Birkhäuser 1988, ISBN 3-7643-1878-3 (engl. 2. Aufl. 1989, Springer, Graduate texts in mathematics).
- mit Avez Ergodic problems of classical mechanics, New York, Benjamin 1968.
- Topological methods in hydrodynamics, Springer 1998.
- Geometrische Methoden in der Theorie der gewöhnlichen Differentialgleichungen (= Hochschulbücher für Mathematik, Band 90). ISBN 3-7643-1879-1.
- Arnolds problems. 2. Auflage. Springer 2004 (eine Problem-Liste von 2002 ist auf seiner Homepage).
- Mathematics – frontiers and perspectives, American Mathematical Society 2000.
- Catastrophe theory. 3. Auflage. Springer 1993.
- Bifurcation theory and catastrophe theory. 2. Auflage. Springer 1999.
- Singularities of caustics and wave fronts, Kluwer 1990.
- mit Varchenko und Gusein-Zade: Singularities of Differentiable Maps. 2 Bände, Birkhäuser 1985, 1988.
- Topological invariants of plane curves and caustics, American Mathematical Society 1994.
- Huygens und Barrow, Newton und Hooke, Birkhäuser 1990.
- From Hilberts Superposition problem to Dynamical systems, American Mathematical Monthly, August/September 2006 (Überblick über seinen mathematischen Werdegang, Vorlesung Toronto 1997, online hier, auch in Bolibruch, Osipov, Sinai (Herausgeber) Mathematical Events of the Twentieth Century, Springer 2006, S. 19).
- Arnold war Herausgeber und Mitautor in der Reihe Encyclopedia of mathematical sciences im Springer Verlag (u. a. in der Reihe Dynamische Systeme).
- mit Waleri Wassiljewitsch Koslow, Anatoli Isserowitsch Neischtadt: Dynamical Systems III: Mathematical Aspects of Classical and Celestial Mechanics, Encyclopedia of Mathematical Sciences, Springer 2006 (zuerst 1987)
- Dynamical systems, in Jean-Paul Pier (Herausgeber) Development of mathematics 1950–2000, Birkhäuser 2000.
- Singularity theory, in Jean-Paul Pier (Herausgeber) Development of mathematics 1950–2000, Birkhäuser 2000.
- Real algebraic geometry, Unitext, Springer Verlag 2013.
- Mathematical understanding of nature, American Mathematical Society 2014.